# Emil Hungerbühler
Emil Hungerbühler (* 25. April 1914 in Egnach; † 1. Februar 2002 in Chur) war ein Schweizer bildender Künstler, Zeichenlehrer und Konservator. Sein Werk umfasst Malerei, Zeichnungen, Glasmalerei, Aquarelle, Illustrationen, Holzschnitte und Fotografien.

## Leben und Werk
Emil Hungerbühler besuchte die Kunstgewerbeschulen in St. Gallen und liess sich anschliessend am Lehrerseminar Kreuzlingen und an der Allgemeinen Gewerbeschule Basel zum Zeichenlehrer ausbilden. Ab 1939 war er als Maler, Holzschneider und Zeichenlehrer in Chur tätig. Von 1953 bis 1971 war er Konservator am Bündner Kunstmuseum. Von 1978 bis 1994 war er als freischaffender Künstler tätig. Hungerbühler hielt sich für längere Arbeitsaufenthalte in Apulien, Griechenland und besonders auf Kreta und auf Euböa auf.
Emil Hungerbühler war Mitglied der internationalen Vereinigung der Holzschneider XYLON und der GSMBA. 1984 erhielt er den Bündner Anerkennungspreis.